# Naples (New York)
Pour les articles homonymes, voir Naples (homonymie).
Ne doit pas être confondu avec Naples (village, New York).
Naples est une ville du comté d'Ontario, dans l'État de New York, aux États-Unis,. En 2010, elle comptait une population de 2 502 habitants.

## Démographie
Lors du recensement de 2010, la ville comptait une population de 2 502 habitants. Elle est estimée, en 2016, à 2 475 habitants.